# Globo di neve
Il globo di neve o sfera di neve è un soprammobile formato da una sfera trasparente, solitamente di vetro o cristallo, al cui interno sono miniaturizzate scene natalizie immerse in un liquido anch'esso trasparente; la sfera contiene corpuscoli bianchi che con il movimento del liquido danno l'impressione del cadere della neve.
Questa descritta è solo la versione più diffusa, in quanto esistono anche oggetti raffiguranti monumenti, scene religiose, loghi di aziende e qualsiasi altra immagine che la fantasia può escogitare. Alcune hanno incorporato nella base un carillon o un meccanismo che rimescola automaticamente il contenuto della palla creando l'effetto neve senza doverla scuotere.
La prima descrizione certa dell'oggetto risale all'esposizione universale di Parigi del 1878, ma si ha notizia di sfere ancora più antiche, sin dagli inizi del XIX secolo. Come molti oggetti simili i prezzi possono variare da pochi euro fino ad alcune centinaia per i pezzi più pregiati, come quelli della rinomata fabbrica viennese Percy o quelle artigiane di Walter Martin e Paloma Muñoz.
Esiste un collezionismo dei globi di neve con raduni ed esposizioni.